# Salzgitter
Salzgitter járási jogú város Németországban, Alsó-Szászországban. A tartomány egyik legnagyobb ipari központja, az ország legfiatalabb városainak egyike. 1942. április 1-jén 28 község összevonásával hozták létre. Az új település központja a 13. század óta fennálló Bad Salzgitter lett.

## Fekvése

A Salzgittert alkotó települések

Alsó-Szászországban, Goslarból a B6-os úton elérhető település.

## Népessége
| Lakosok száma | 116 784 | 113 872 | 102 394 | 98 588 | 98 095 | 101 079 | 104 548 | 104 948 | 104 548 | 105 039 |
|               | 1980    | 1990    | 2010    | 2011   | 2012   | 2015    | 2017    | 2019    | 2022    | 2023    |

## Története
A mai Salzgitter környékén az első emberi lakóhelyek bizonyítéka a Salzgitter Lebenstedt régészeti hely, ahol 1952-ben mamutok, rénszarvasok és a neandervölgyi emberek csontdarabjait tárták fel. Az egymást átfedő régió hatalmas vasérc lelőhelyei, már ismertek voltak a Krisztus születése előtti időkben is.
Salzgitterben épült fel a II. világháború előtt és alatt a Hermann Göring Birodalmi Művek, az a nagy acélipari vállalat, amely a II. világháború végén már 9 nagyolvasztóból, egy komplett hengerműből és a hozzá tartozó öntődéből állt. Az üzemeket 1945-ben a szövetséges hatalmak döntése eredményeképpen 1945 után leszerelték, majd 1951-ben hozzáfogtak újjáépítéséhez. 1971-ben az acélműben és a hozzá tartozó kiegészítő üzemekben már 60 000 ember dolgozott.
A város ipari fejlődését a déli határában található az ország egyik legnagyobb vasérctelepe, ahol a föld mélye mintegy 2,5 milliárd tonna ércet rejt magában.
A várost a tervezők egy része „mintaváros”-nak tartja, mivel beépített zöldövezetek szabdalják keresztül. A 28 egymástól különálló kisebb-nagyobb községet ugyanis eredetileg kisebb erdősávok választották el egymástól.
A város azonban nemcsak mint ipari centrum ismert, hanem egyben üdülőkörnyék is, melyet kitűnő gyógyvizének és termálfürdőinek köszönhet. Salz-Lebenstedt mellett egy 45 hektáros tó is található, mely egyben a vízisportok kedvelőinek kedvenc helye.

## Galéria

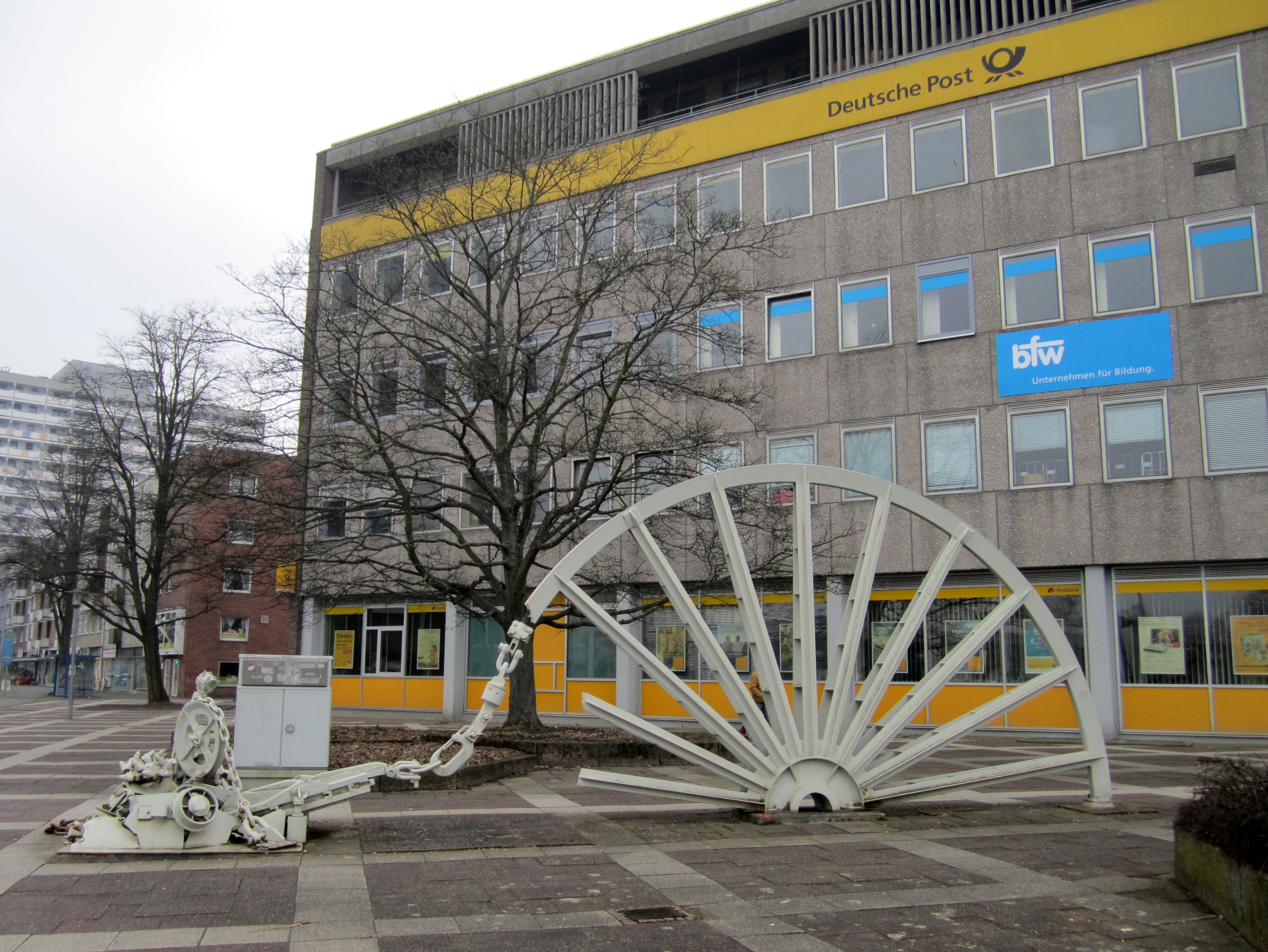
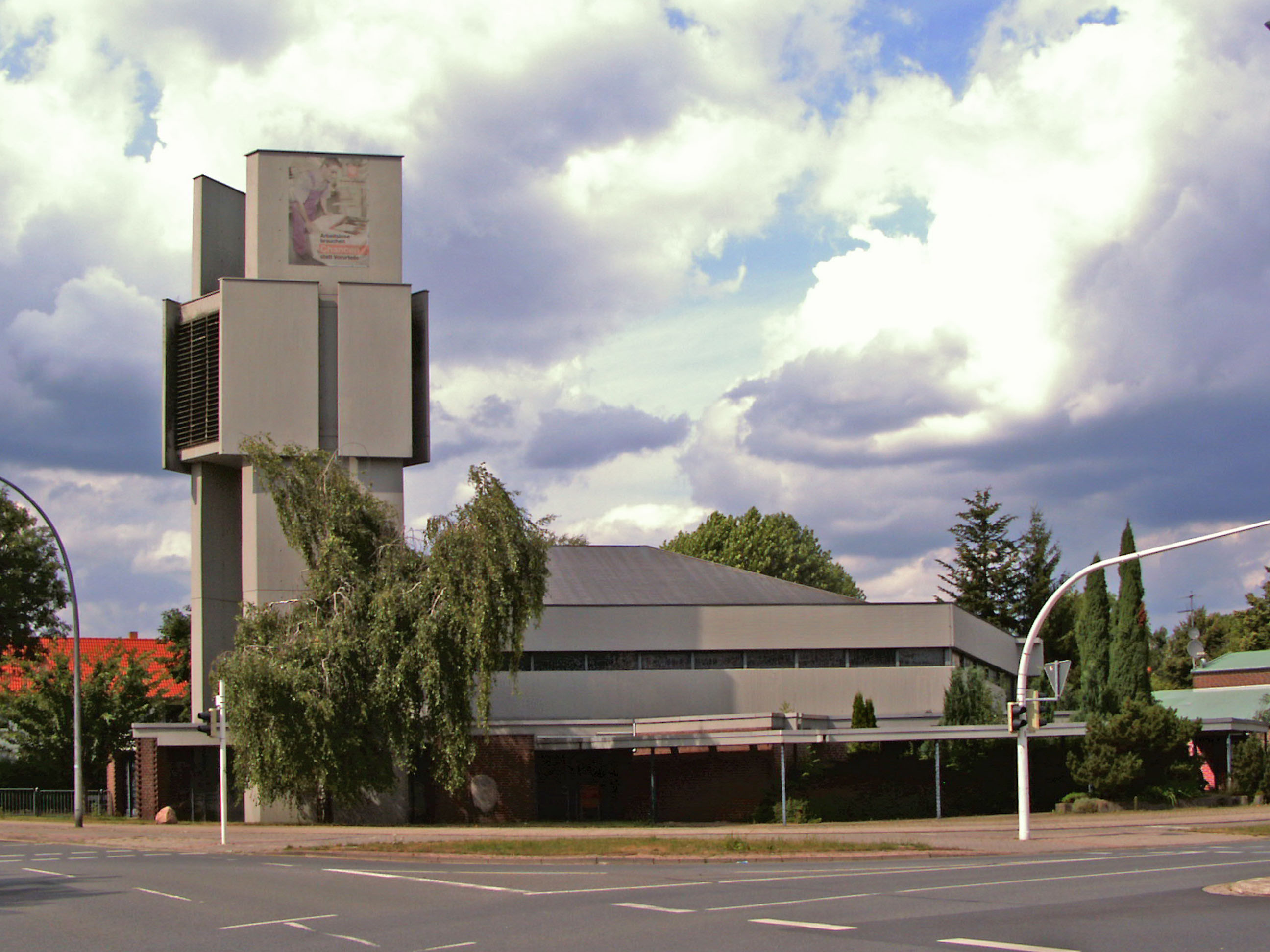
Szent Erzsébet katolikus templom
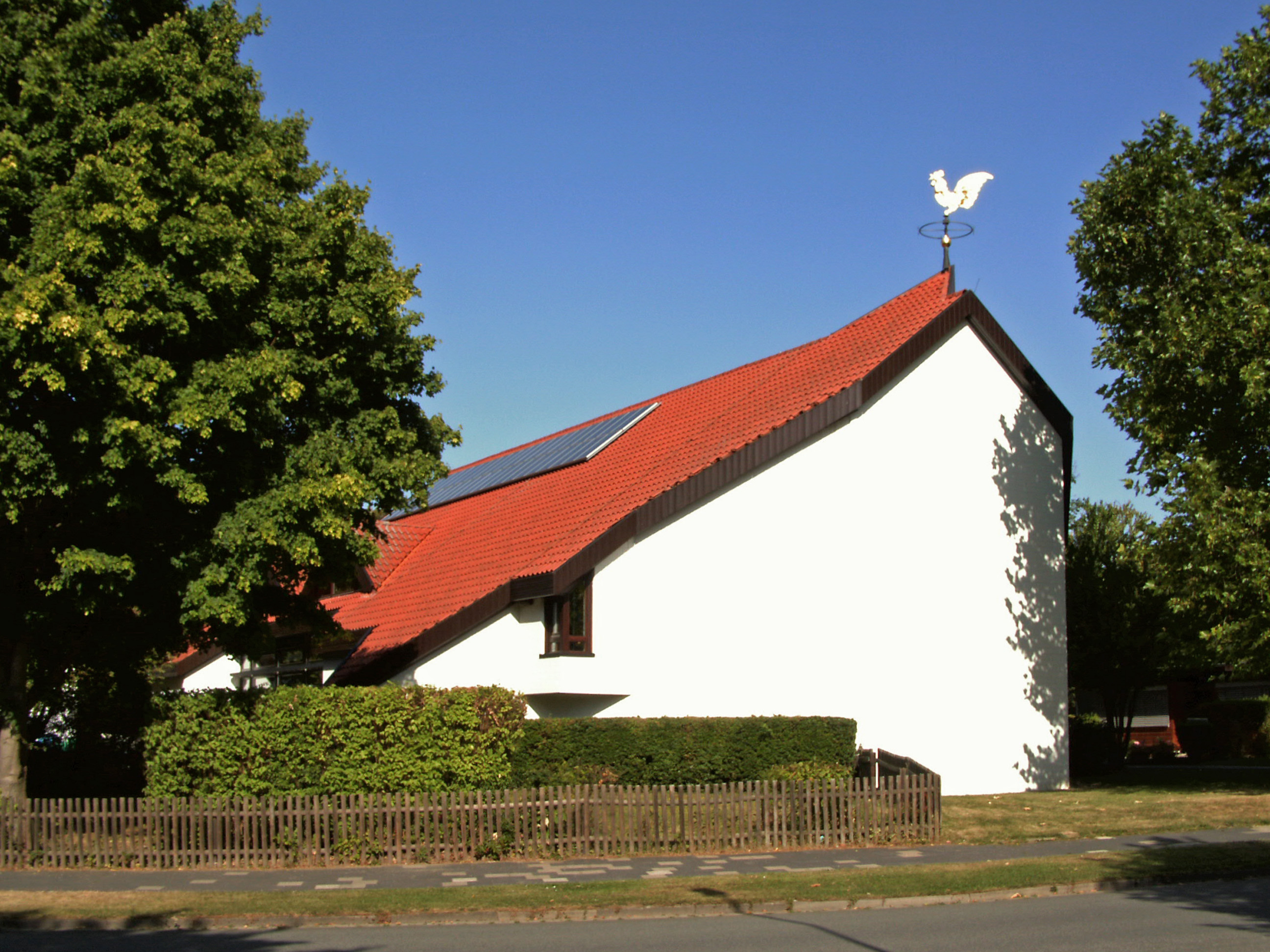
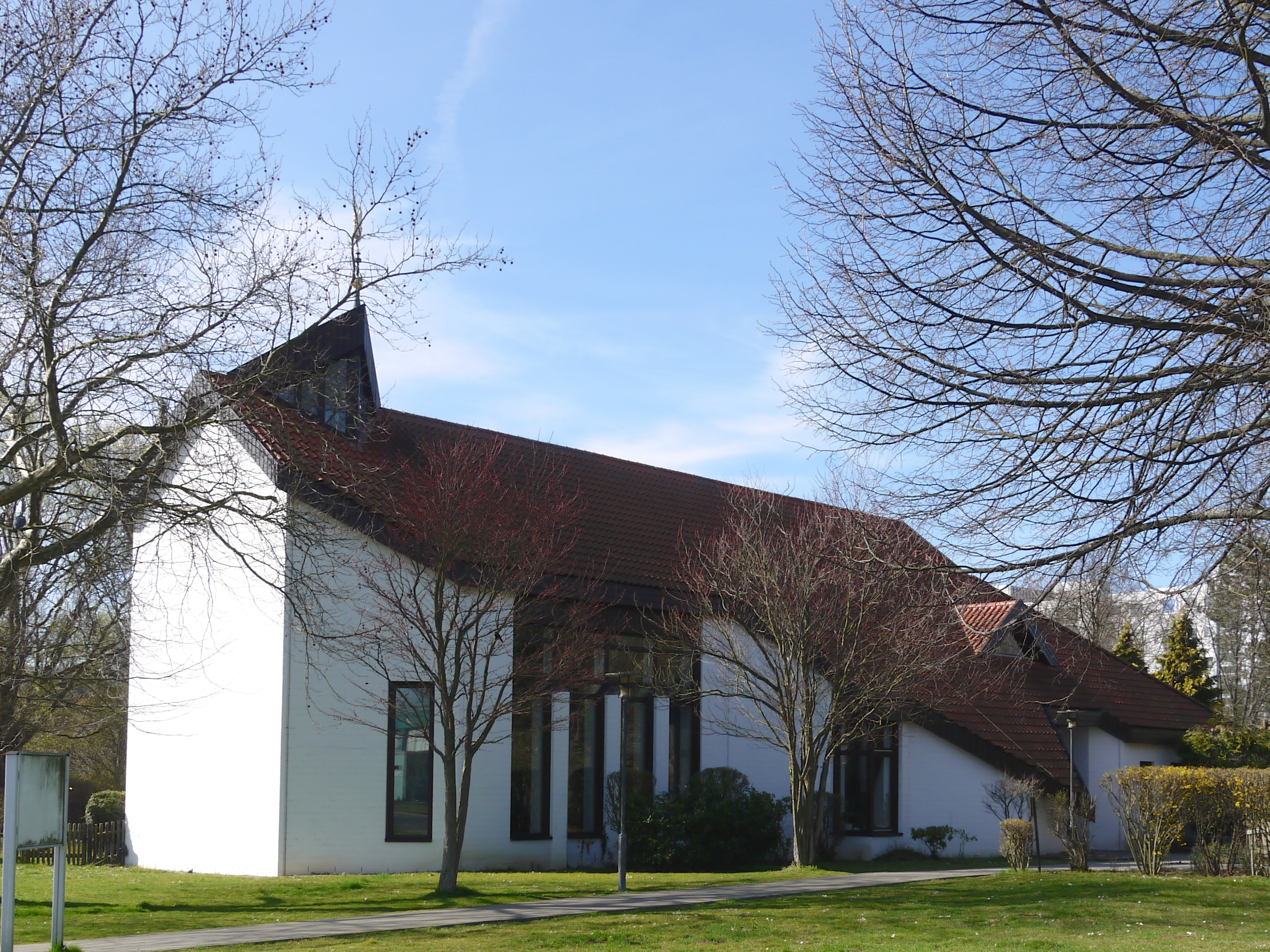
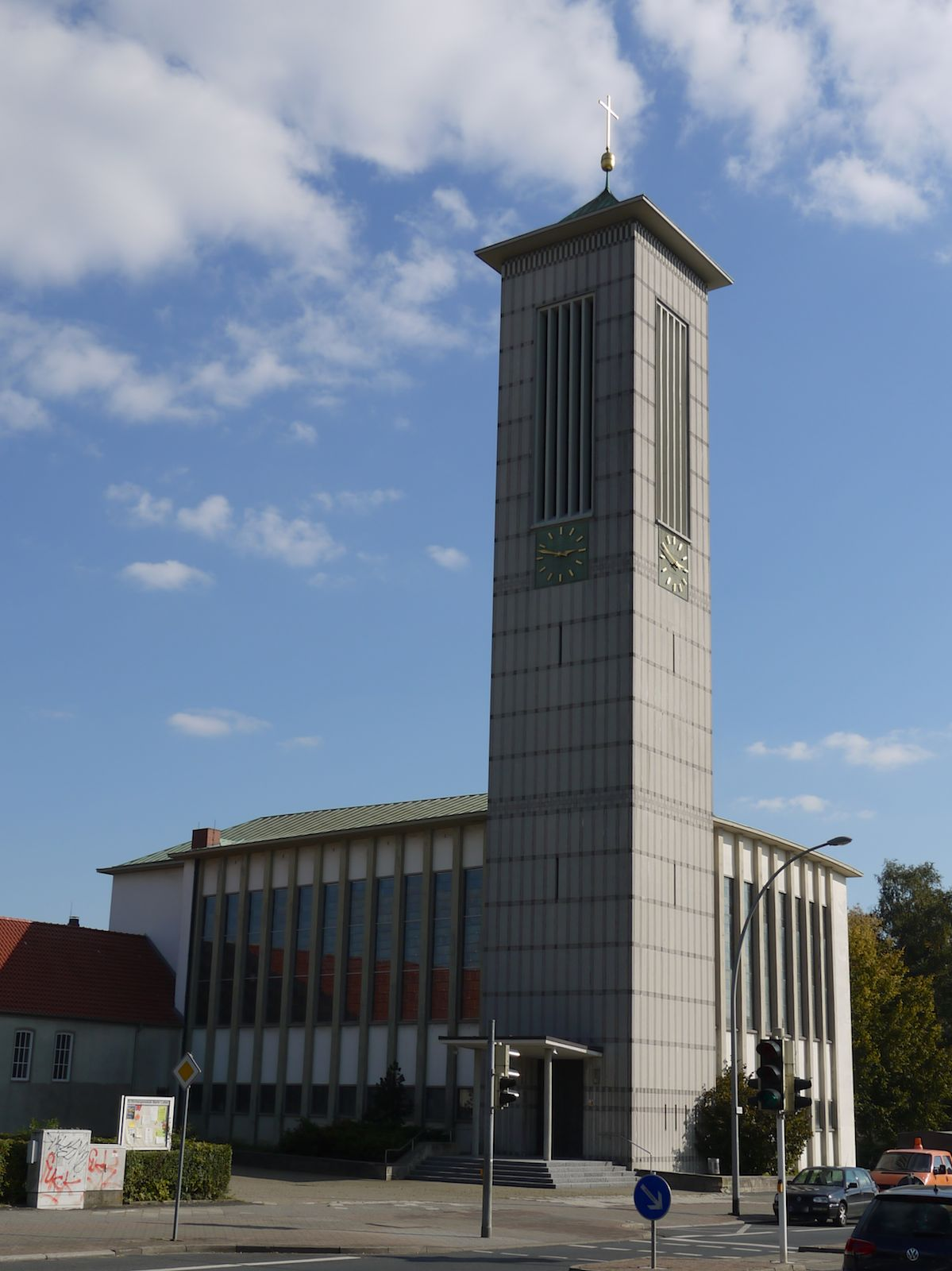
Luther Márton-templom (ev.)
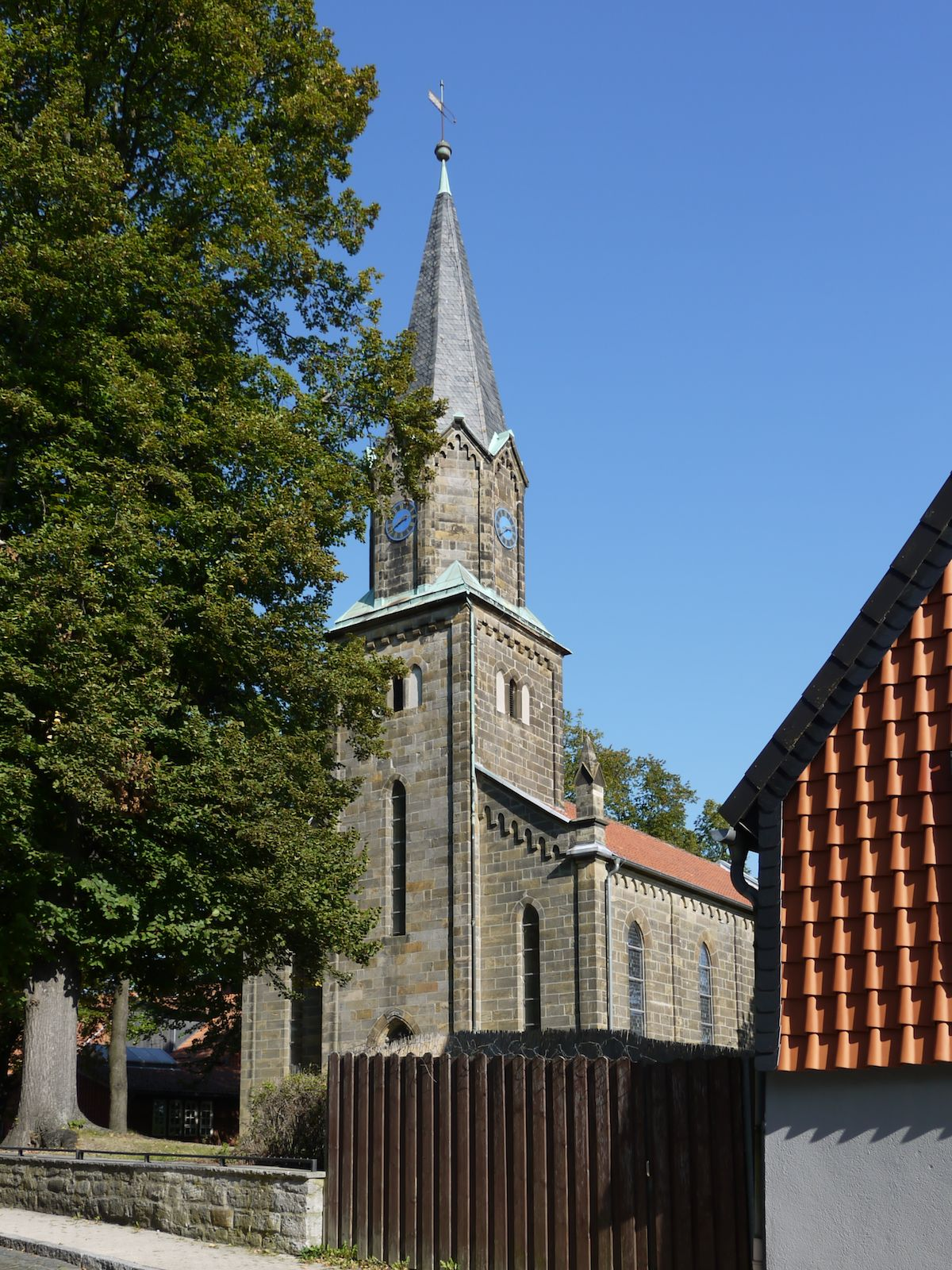
Szent András-templom (ev.)
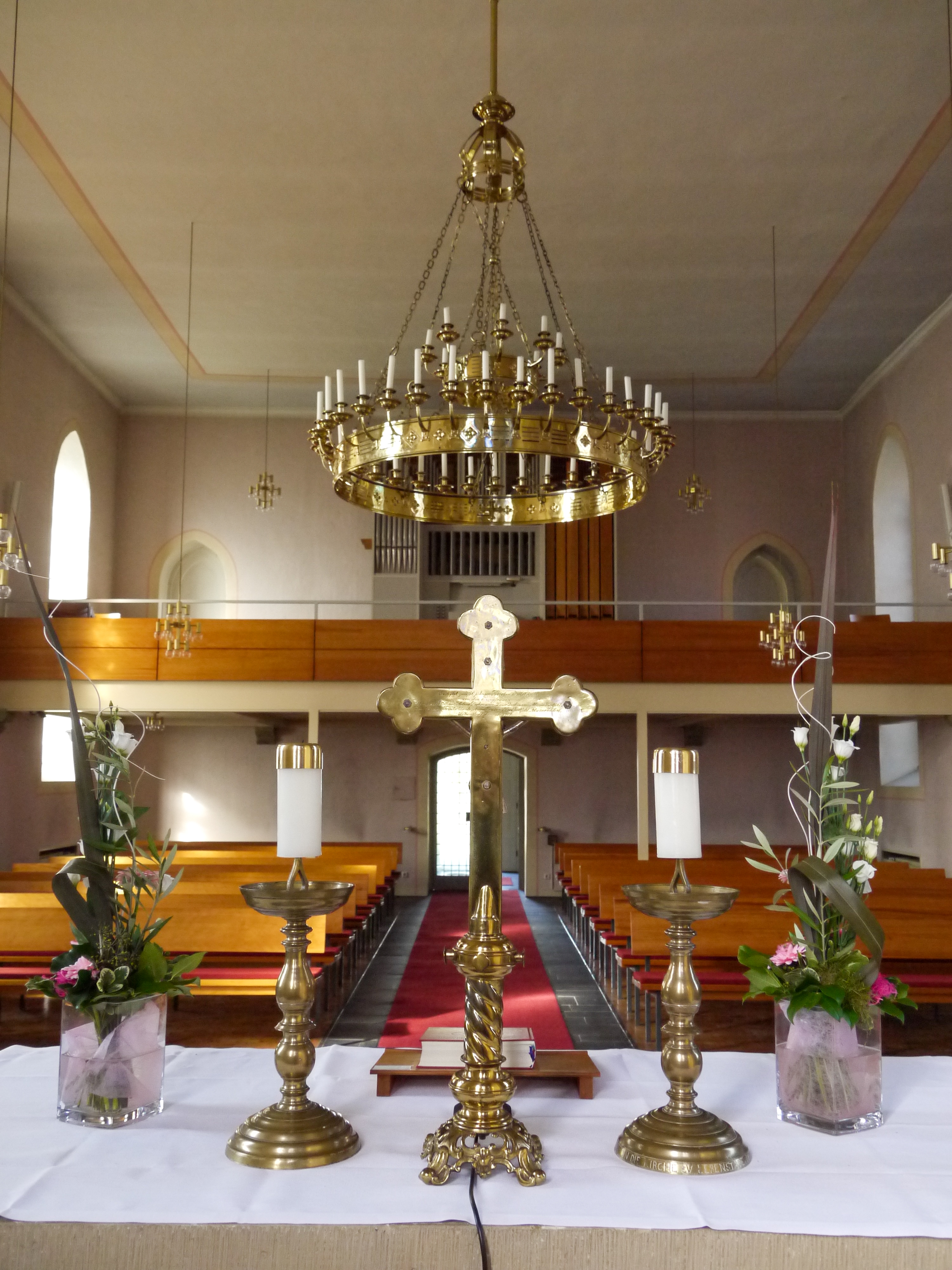
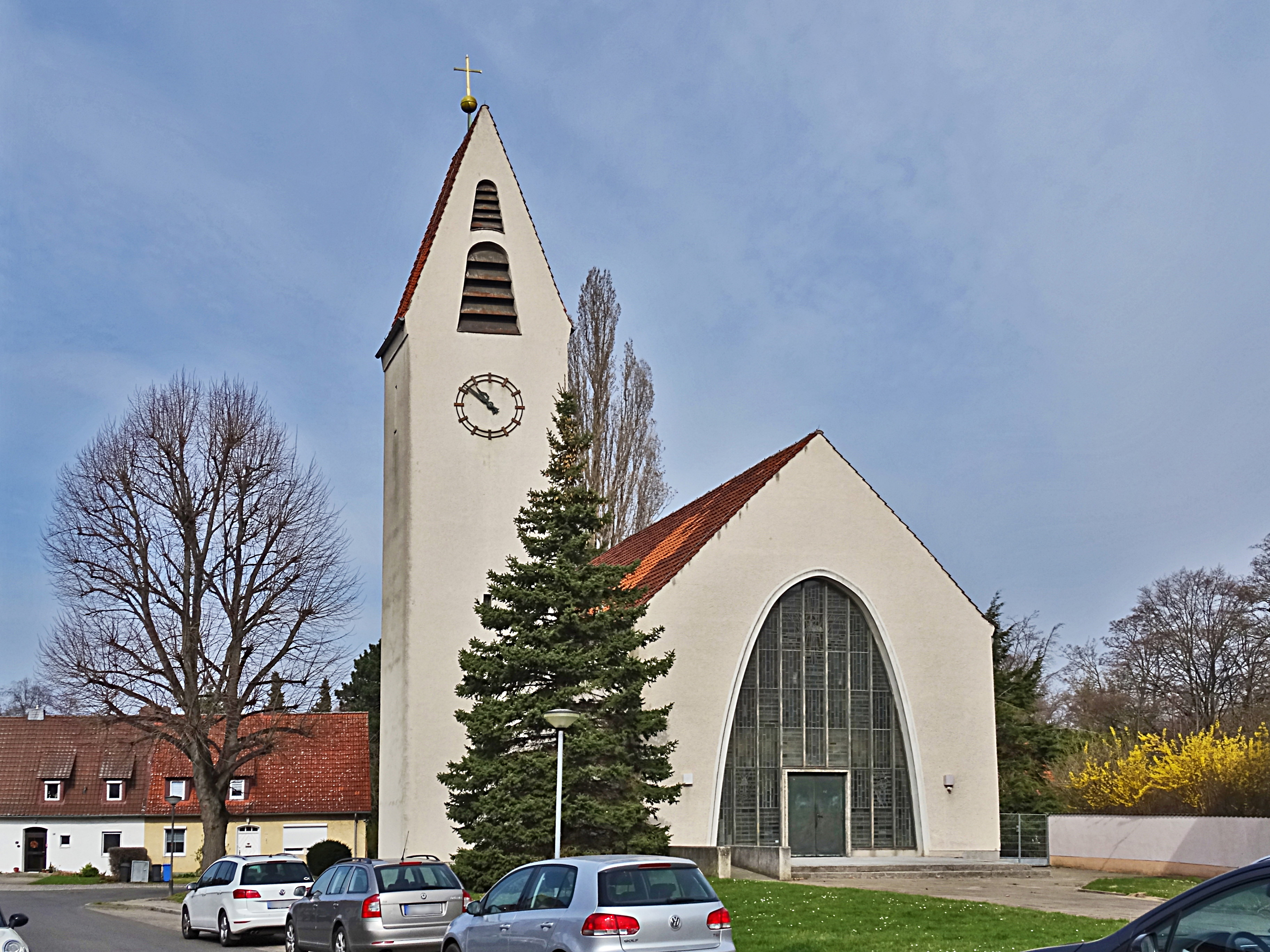
Szent János-templom (ev.)
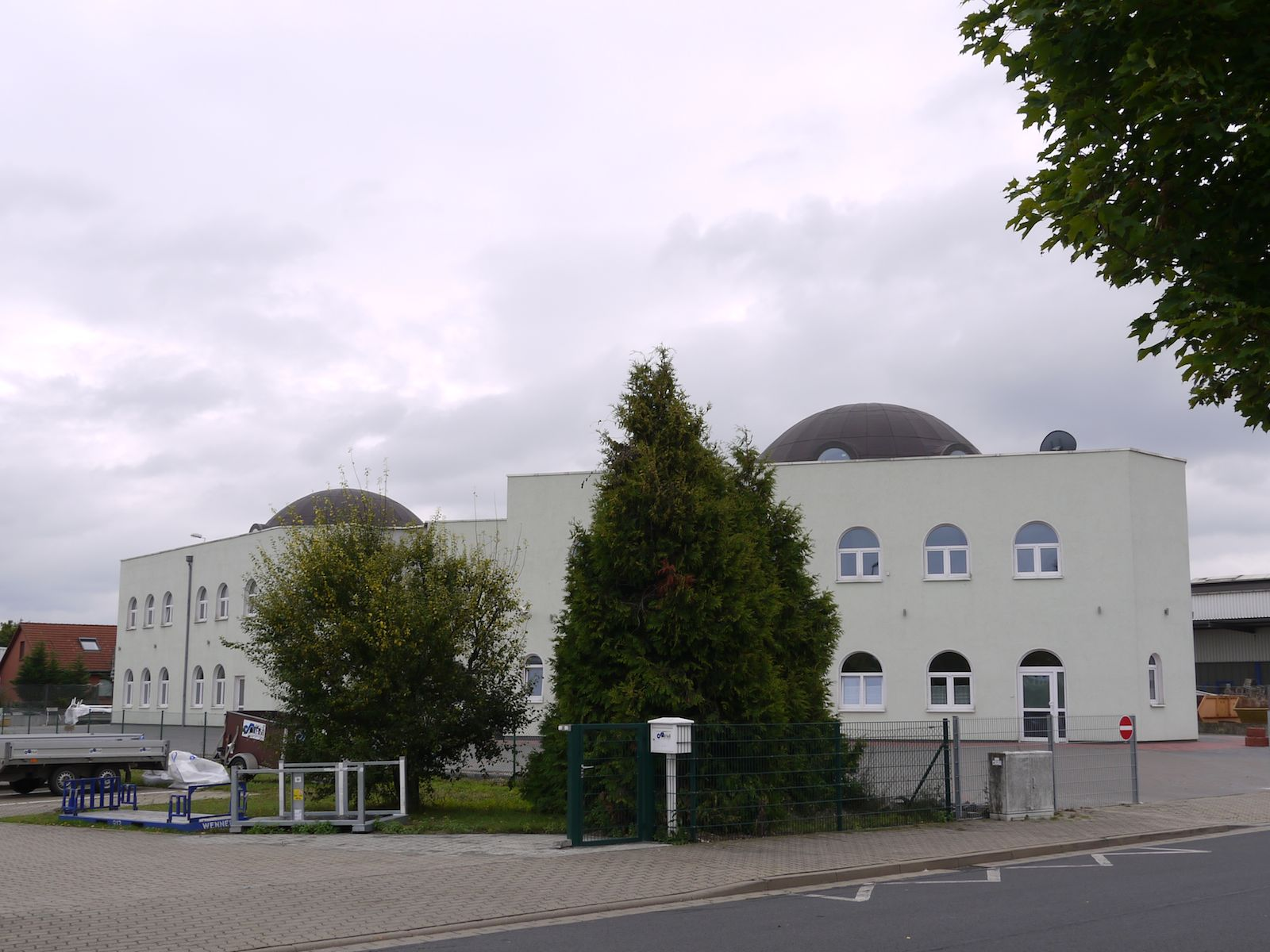
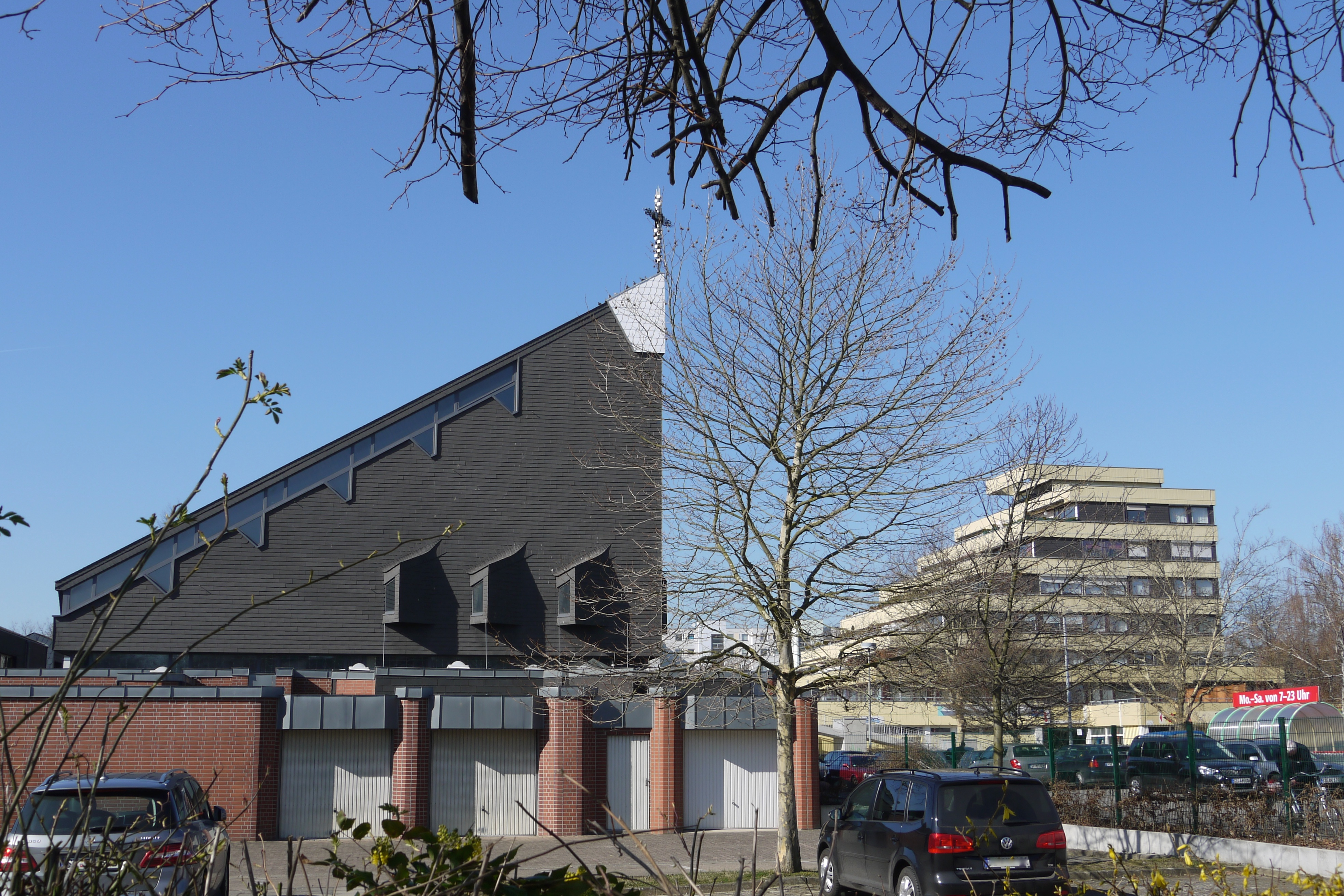
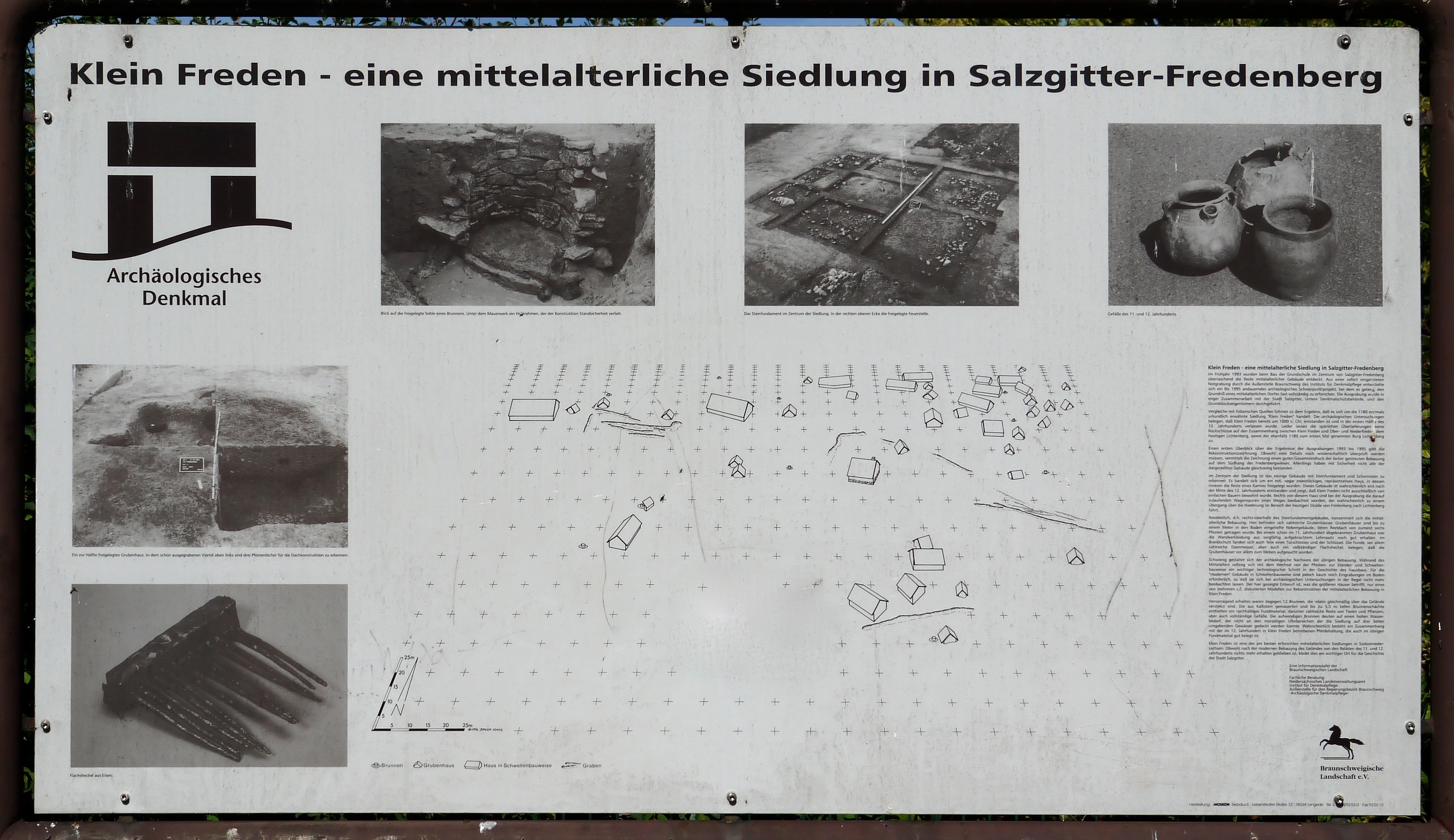
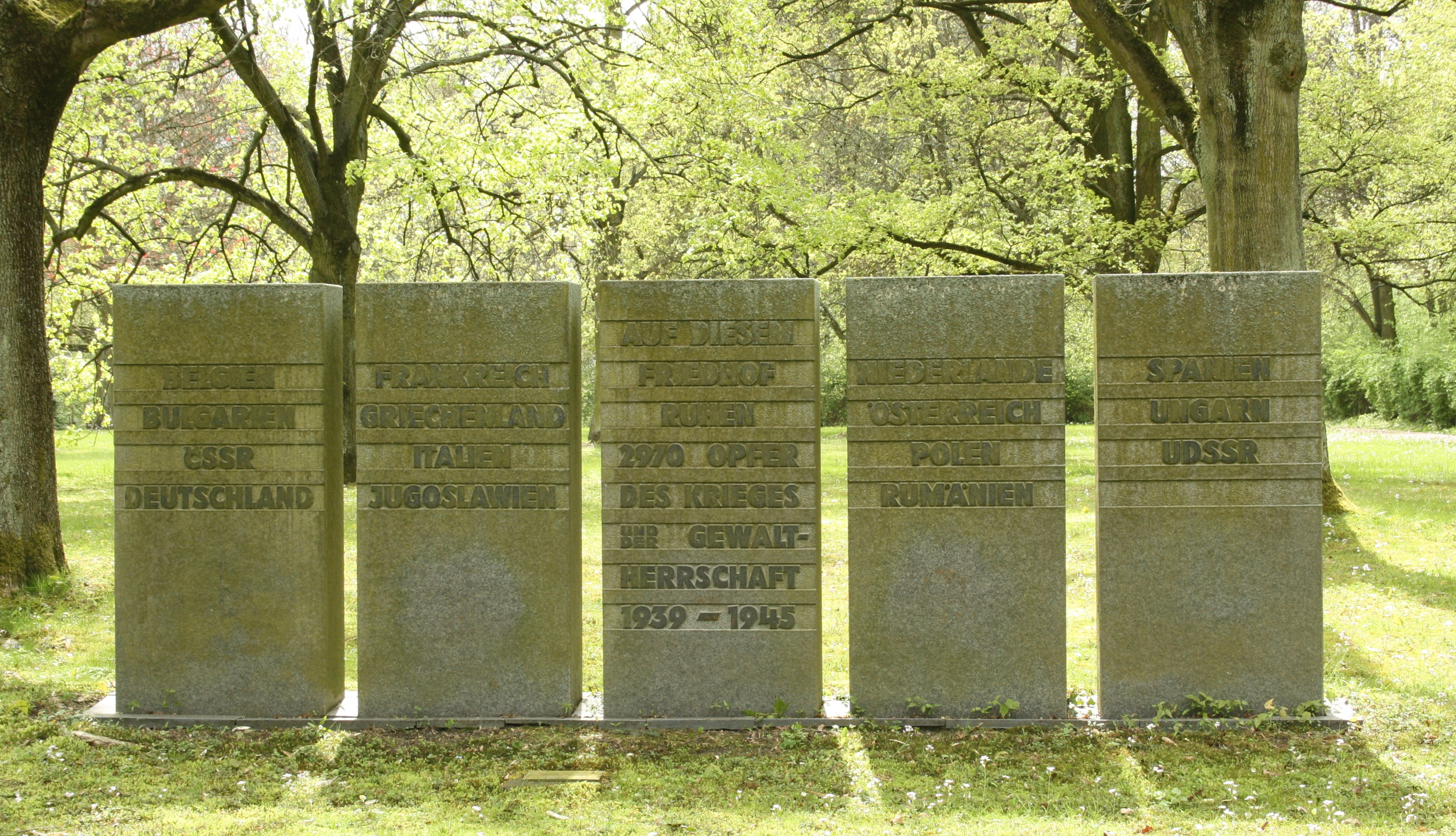
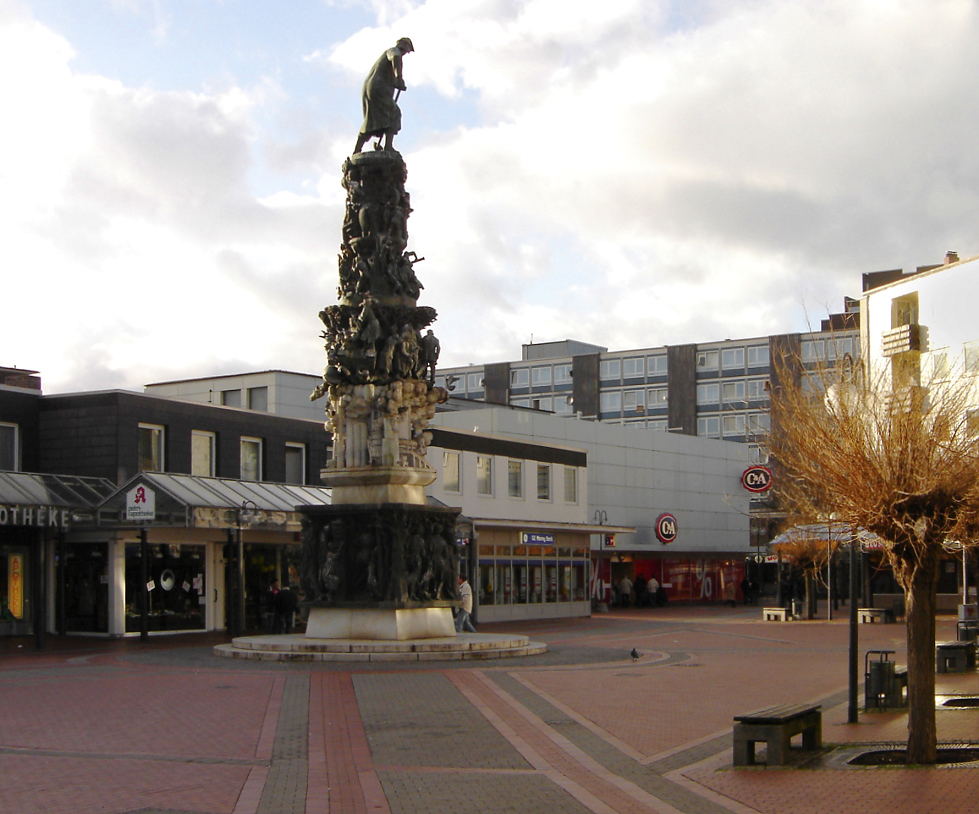